# Carpathonesticus caucasicus
Carpathonesticus caucasicus är en spindelart som först beskrevs av Dmitry Evstratievich Kharitonov 1947.  Carpathonesticus caucasicus ingår i släktet Carpathonesticus och familjen grottspindlar. Inga underarter finns listade.